# Arturo Suqué Puig
Arturo Suqué Puig (Barcelona, 6 de agosto de 1930 - Ibidem., 30 de abril de 2021), fue un empresario español. Fue presidente de la empresa Inverama, que gestiona Casinos de Cataluña y ha promovido la enseña Loterías de Cataluña. Formó parte del grupo fundador y de la primera junta directiva del Círculo de Economía, entidad que presidió entre 1969 y 1972.

## Biografía
Hijo del empresario Arturo Suqué, que fue fabricante textil y socio del banquero Jaime Castell Lastortras, y de Isabel Puig Palau, estudió en el Colegio Alemán de Barcelona. El 16 de octubre de 1957 se casó con Carmen Mateu Quintana, rica heredera e hija de Miguel Mateu y Pla, dueño del castillo de Peralada. En 1979 convirtió parte del castillo en un casino y posteriormente se hizo con otros casinos, como el de Lloret de Mar, el de San Pedro de Ribas o el Gran Casino de Barcelona. En total, el Grupo Peralada controlaba siete casinos.
Con su esposa Carmen Mateu Quintana (fallecida en 2018), iniciaron el Festival Internacional de Música de Peralada. Tuvieron tres hijos: Isabel, Javier y Miguel Suqué Mateu, los cuales participan en el consejo de administración del Grupo Peralada. Con 425 millones de euros, el matrimonio Suqué-Mateu era la 21ª fortuna más importante de Cataluña en 2013, según la revista Forbes. Estaba considerado como un activo colaborador de Convergencia Democrática de Cataluña.
En 2015, con 85 años, Arturo Suqué dejó la presidencia del Grupo Peralada y de la mayoría de sus empresas a nombre de sus hijos, Javier y Miguel, que ocupaban ya la mayoría de presidencias de las empresas del grupo.

## Trayectoria empresarial
Ha sido presidente del grupo Inverama, responsable de Casinos de Cataluña y de Luditec, empresa concesionaria de Loterías de Cataluña durante años. Ha sido, junto con Matías Alavedra, uno de los accionistas principales del Grupo Indukern. Con su mujer ha sido vicepresidente de Camo, S.A., empresa propietaria de unos terrenos próximos al Castillo de Peralada que la Consejería de Medio ambiente de la Generalidad de Cataluña –cuyo responsable era Felip Puig– adquirió en 2001 no sin polémica.
También ha sido patrón de la Fundación Cataluña-Portugal.

## Polémicas

### Caso Casinos
En enero de 1990 Jaime Sintiera, director financiero de Casinos de Cataluña, presentó una denuncia donde lo acusaba de desviar presuntamente dieciocho millones de euros (3.000 millones de pesetas), seis de los cuales irían hacia las cuentas de Convergencia Democrática de Cataluña (CDC) para financiar a este partido. Hay que destacar que el secretario del consejo de administración de Inverama y propietario del 44 % del capital de la empresa, era Juan Piqué Vidal, quién había sido abogado de Jordi Pujol durante el caso Banca Catalana, que también se cerró en falso. La acusación decía que el dinero había sido entregado a Francisco Gordó, uno de los fundadores de CDC y entonces responsable de finanzas del partido. Gordó admitió haber recibido 1,2 millones de euros (doscientos millones de pesetas), con los que se había pagado publicidad a Casinos de Barcelona, La Vanguardia y al El Correo Catalán.
Tras siete años de litigios e incluso de una comisión de investigación en el Parlamento de Cataluña, la causa fue archivada el 30 de junio de 1997. En el auto de archivo del juez se precisó que Convergencia sí que fue financiada de manera irregular, pero que el hecho no era constitutivo de delito, tal y como ya había dictado el Tribunal Supremo en el caso Filesa. Convergencia Democrática no recibió ningún tipo de sanción al respecto.